# نوح دوم سامانی
نوح بن منصور سامانی ناموّر به امیر رضی (زادهٔ ۹۶۳ – درگذشتهٔ ۹۹۷) از پادشاهان سامانی بود. او در ۱۳ سالگی بر تخت نشست ولی چون او هنوز خردسال بود، مادرش گرداندن کشور را در دست گرفت.
در دورهٔ نوح ترجمه به اوج خود رسید و به‌دستور او السواد الاعظم به پارسی و پندنامه بزرگمهر به عربی برگردان شد.
نوح دوم سامانی، دقیقی، بزرگ‌ترین شاعر پایان دوران سامانی، را به دربار خواند و از وی خواست، حماسه ایران پیش از اسلام و آداب و رسوم باستانی را، که فقط در تصانیف قوّالان و قصه‌گویان باقی مانده بود، به رشته نظم درآورد. دقیقی، ضمن استفاده از شاهنامه ابومنصوری و مسعودی، حماسه‌سرایی خود را آغاز کرد، اما هنوز بیش از هزار بیت در شرح سلطنت گشتاسب و ظهور زرتشت نسروده بود که به نوشته شاهنامه «به دست یکی بنده بر کشته شد». فرمان نوح و کوشش دقیقی اما یکی از پایه‌های شکل گرفتن شاهنامه فردوسی در آینده را بنیاد نهاد.
نوح دوم در ۱۴ رجب ۳۸۷ قمری درگذشت و منصور دوم، جانشین او شد.

## ابن‌سینا بر بالین نوح دوم
ابوعبید گوزگانی می‌گوید هنگامی که ابن سینا در سن هفده سالگی بود، امیر نوح بن منصور سامانی بیمار شد؛ پزشکان بزرگ بخارایی را به بالین امیر فراخواندند. ابن سینای جوان هم خود را در میان آنان جا زد و به دیدار امیر رفت. خود در این باره گفت: پزشکان همگی از پی بردن به بیماری درماندند. خدا را سپاس که تشخیص من درست از آب درآمد و درمان من کارگر افتاد و امیر به زودی خوب شد.
گویند بیماری امیر نوح سامانی آن بود که همه ماهیچه‌هایش چنان سخت و سفت شده بود که توان جنبیدن را سراسر از او گرفته‌بود و یارای هیچ تکانی نداشت. پزشکانی که به بالینش رفتند از درمان درمانده گشته سپر انداختند. ابن سینای جوان پس از تن‌آزمایی ریزبینانه دستور داد که آبگیر کاخ امیر را پر از ماهی رعاده (لرزماهی) کنند.
امیر را لخت‌کرده در قفس چوبین گذاشت و در میان آبگیر جا داد. به دنبال کهربایی که از ماهی رعاده فرآوری می‌شد و با تن امیر برخورد می‌کرد؛ امیر سراسر از بیماری سفتی ماهیچه رهایی یافت.
ناگفته نماند که لرزماهی نیروی آفریدن الکتریسته‌اش به سی ولت می‌رسد.
ازاین رو پیداست که ابوعلی سینا یک هزار سال پیش از پیدایش روش درمان با برق و حتی پیش از نوآوری برق به کارگر افتادن آن پی برده بود.
امیر نوح بابت این درمان شگفت‌انگیز می‌خواست پاداش شایانی به ابن سینای جوان بدهد. در برابر امیر که گفت: «ابو علی هرچه بخواهی می‌دهم»، ابن سینا پاسخ داد: تنها پاداش من این باشد که بگذاری در خواندن کتاب‌های کتابخانه امیر آزاد باشم.

## کابوس قراخانیان

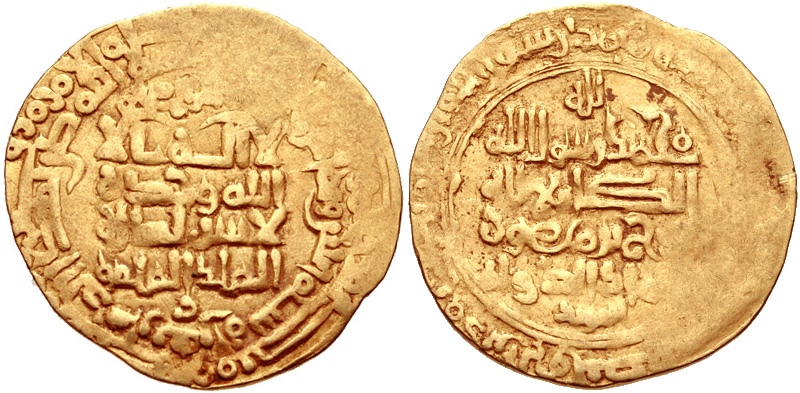
سکه نوح دوم، امیر سامانی.

قراخانیان که افزون بر گرفتن بخشی از سرزمین سامانیان، چندین شاهزاده کوچک ترک را که عملاً از بخارا مستقل بودند را زیر چیرگی درآورده بودند، در پایان سال ۹۹۱ تازش پروپیمان را آغاز کردند. فرمانروای آنها بغرا خان، سپاهی را که نوح برای ایستاندن او فرستاده بود، نابود کرد. سپس امیر، فائق خاصه را بخشید و در برابر جنگ با قراخانیان، فرمانداری سمرقند را به او سپرد. ولی پس از چندی فائق خاصه تسلیم بغرا خان شد و سپس سوی بخارا به‌راه افتاد. نوح گریخت و قراخانیان در «روزهای پایانی بهار ۹۹۲» به پایتخت درآمدند و توانستند ابوعلی دامغانی (وزیر) را دستگیر کنند.
سپس امیر به ابوعلی سیمجور که هنوز در نیشابور، تختگاه استان خراسان جایگیر بود، روی آورد. او درخواست کمک کرد ولی سیمجوری در آغاز نپذیرفت. هنگامی‌که بغرا خان در بخارا بیمار شد، همه‌چیز دیگرگون شد. بغرا عموی نوح عبدالعزیز را در جایگاه دست نشانده قراخانی فرمانروای دودمان سامانیان کرد، به سمرقند رفت و سپس در راهش سوی شمال درگذشت.
در همین دوران ابوعلی دامغانی که گرفتار قراخانیان بود درگذشت. پادگان به‌جامانده در بخارا در تابستان همان سال از نوح شکست خورد و عبدالعزیز را کور و زندانی کرد.
فائق خاصه تلاش کرد بخارا را خودش به‌دست بیاورد ولی شکست خورد. سپس نزد ابوعلی سیمجور گریخت. آن دو ناسازگاری‌های گذشته خود را حل کردند و بر آن شدند به فرمانروایی سامانیان پایان دهند. آنها (فائق خاصه و سیمجوری) در آغاز به گشایش پادشاهی‌های کوچکی دست زدند که از سامانیان پشتیبانی می‌کردند. ابوعلی سیمجور به غرجستان تاخت و فرمانروای آن شاه محمد را به همراه پدرش ابونصر محمد از این سرزمین بیرون کرد. نبردی در خراسان در اوت ۹۹۴ به پیروزی سختی برای امیر و یارانش انجامید. شورشیان به گرگان گریختند. نوح به سِبُک‌تِگین و پسرش محمود نام‌های نوین پاداش داد و استان خراسان را نیز به محمود داد.
در سال ۹۹۵ ابوعلی سیمجور و فائق با نیروهای تازه بازگشتند و محمود را از نیشابور بیرون کردند. سبُک‌تگین با پسرش محمود دیدار کرد و با هم شورشیان را در نزدیکی توس شکست دادند. ابوعلی و فائق به سوی شمال گریختند. فائق به قراخانیان پناه برد. ولی نوح ابوعلی را بخشید و او را به خوارزم فرستاد. خوارزمشاه که جنوب خوارزم را به عنوان دست نشانده سامانیان در دست داشت، ابوعلی را به زندان انداخت. هر دوی آنها با تاختن فرماندار سامانی شمال خوارزم که از گرگانج آغاز شده‌بود اسیر شدند. خوارزم جنوبی را پیوست فرمانداری خود کرد و ابوعلی را نزد نوح بازگرداند. امیر او را در سال ۹۹۶ نزد سِبُک‌تِگین فرستاد و سپس از سوی غزنویان به‌دار آویخته شد. در این میان، فائق تلاش کرده بود تا به نصرخان جانشین بغراخان بپذیراند که بر سامانیان بتازد. ولی قراخانیان با نوح پیمان آشنی بستند. فائق بخشیده شد و فرمانداری سمرقند به او بازگردانده شد. اگرچه سرانجام آشتی و آرامش به بار نشست، سال‌های درگیری پیش از آن به سامانیان سخت آسیب رسانده بود. قراخانیان بخش بزرگ شمال خاوری را به چیرگی خود درآورده بودند، در حالی که غزنویان در خراسان و سرزمین‌های جنوب رود آموی جایگیر شده بودند. فرماندار خوارزم فقط اسماً برتری نوح را پذیرفت. پیمان صلح قطوان میان سبک‌تگین و ایلک‌خان نیز در ۹۹۶ بسنه شد. در این روزگار ناپایدار بود که نوح با مرگش در سال ۹۹۷ دولت سامانیان را بدرود گفت. پس از او در دوره کمرشکستگی سامانیان سه تن از فرزندانش بر تخت سامانیان نشستند و روی هم رفته فقط ۸ سال پادشاهی کردند.